# Simon le juste
Pour plus de détails, voir Fiche technique et Distribution.
Simon le juste est un téléfilm français réalisé par Gérard Mordillat, diffusé pour la première fois en 2003.

## Synopsis
Simon Kapita est un inspecteur du travail révolté par les conditions de travail, qui s'attaque aux multiples abus qu'endurent les salariés d'entreprises et d'usines.

## Fiche technique
- Titre : Simon le juste
- Réalisation : Gérard Mordillat
- Scénario : Gérard Mordillat et Dan Franck
- Musique : Jean-Claude Petit
- Pays d'origine : France
- Date de première diffusion : 2003

## Distribution
- Luc Thuillier : Simon Kapita
- Julie Jézéquel : Anna
- Annie Girardot : Broncka
- Viktor Miletic : Alexandre
- Patrice Valota : Jésus
- Jacques Pater : Prospéro
- Lucien Jean-Baptiste : Zac
- Firmine Richard : Madame traoré
- Edéa Darcque : Zoulé
- Alex Ogou : Léo
- Sid Ahmed Agoumi